# Суперкозлы
Суперкозлы — гаражное панк-трио из города Киров, основанное в 2013 году музыкантом-мультиинструменталистом Павлом Чернядьевым, более известным как «Павел Мятный», — наиболее известным представителем кировской панк- и хардкор-сцены.

## История и стиль группы
Первые концерты группа «Суперкозлы» дала в 2013 году и состояла из двух гитаристов и ударника. Со временем состав группы сократился до двух человек — гитариста Павла Чернядьева («Мятного») и ударника Добрыни Третьякова. Поначалу группа больше исполняла кавер-версии любимых российских и западных панк-групп (от «Black Flag» до «Гражданской обороны»), но позже в репертуаре группы появились собственные песни (некоторые были взяты из раннего сольного творчества Мятного). Параллельно с «Суперкозлами», Мятный играл на ударных в сёрф-рок-группе «Операция: Алмазное Бикини» в 2013 году.
К 2018 году дуэт «Суперкозлы» обрёл свой сценический имидж: музыканты выступали в полицейских формах, с накладными усами, иногда и вовсе в нижнем белье. Песни изобиловали ненормативной лексикой, порнографическими аллюзиями и гедонизмом. Согласно критике, перегруженный звук гитары Мятного и гараж-рок-риффы в стиле 1970-х годов создают «атмосферу тех американских бензоколонок и перестрелок на улицах».
В качестве источников вдохновения Мятный упоминал прото-панк семидесятых («MC5», «The Stooges», «Ramones»), хардкор-панк восьмидесятых («Dead Kennedys», «Black Flag» и др.), американский гаражный рок и панк-блюз («The Sonics», «Jon Spencer Blues Explosion», «White Stripes» и другие), из русской музыки же отметил группы «Казускома», «Sonic Death» и творчество Егора Летова.
Алексей Мажаев описал группу в одной из своих рецензий:

Сеть полнится удивлённо-восторженными слухами о кировской группе «Суперкозлы». Они бешено орут, задорно матерятся, играют невероятно грязно и нагло, солист выступает в милицейской форме и иногда, опрадывая название проекта, натурально блеет. Про себя «Суперкозлы» всё понимают и даже бравируют этим, не скупясь на громкие определения: «Крикливое, пещерное музло, недостойное поведение, блюз для одноклеточных, бензиновый рок, прото-панк, примитивный рокенролл». Этакая «группа, которую родители любят ненавидеть», как в юности говорили о себе «роллинги».

Этот имидж «Суперкозлы» отрабатывают великолепно. В их дебютном альбоме, который, конечно же, называется «Трахаются», море драйва, ревущих гитар и молодёжного протеста. Против чего? Против всего. Если вам охота встретиться с чистейшим образчиком дичайшей гитарной музыки, которая азартно кладёт с прибором на весь окружающий мир, — то это сюда, к «Суперкозлам».— Алексей Мажаев, рецензия на альбом «Трахаются» (2018)
Дебютный альбом «Трахаются» вышел 21 августа 2018 года: звук альбома характерен не только перегруженной гитарой, но и вокалом. Пять песен альбома имеют в названии нецензурные слова. В декабре 2018 года вышел концертный альбом «Трахаются Alive», где группа вживую исполнила программу дебютного альбома на концерте.
С начала 2020 года группа выпустила три сингла с грядущего альбома: «Погладь меня, я — член», «Тупой чел» и «Электросексуал» (название последнего трека является пародийной отсылкой к группе «Казускома»). А уже 15 марта 2020 года вышел второй альбом — «Порнокопытные», с ещё большим уклоном в гедонизм, порнографию и маргинальную эстетику. Последний трек альбома «Каждый день под кайфом» записан с участием музыкантов группы «Казускома».[значимость факта?]
В связи с эпидемией коронавируса в 2020 году группа «Суперкозлы» отменила ряд концертов, а позже дала несколько онлайн-концертов путём трансляции на YouTube[значимость факта?].

## Дискография

### Официальные релизы
- «Трахаются» (2018)
- «Порнокопытные» (2020)
- «Тупо и круто» (2022)

### Концертные альбомы
- «Трахаются Alive» (2018)

### Сборники и компиляции
- «Порнокопытные Трахаются»[8] (2020)

## Видеография
- «Сплошное наебалово» (2018)
- «Уазик» (2018)
- «(Погладь меня) Я — член» (2020)
- «Тупой чел» (2020)
- «Электросексуал» (2020)
- «Банда мутантов» (2020)
- «Андердог» (2023)